# Olympische Sommerspiele 2016/Teilnehmer (Island)
| Gelbes Symbol für Goldmedaillen mit stilisierten Olympischen Ringen | Graues Symbol für Silbermedaillen mit stilisierten Olympischen Ringen | Braundes Symbol für Bronzemedaillen mit stilisierten Olympischen Ringen |
| ------------------------------------------------------------------- | --------------------------------------------------------------------- | ----------------------------------------------------------------------- |
| —                                                                   | —                                                                     | —                                                                       |

Island nahm an den Olympischen Spielen 2016 in Rio de Janeiro teil. Es war die insgesamt 20. Teilnahme an Olympischen Sommerspielen.
Das Íþrótta- og Ólympíusamband Íslands nominierte acht Athleten in vier Sportarten. Fünf von ihnen – Þormóður Jónsson, Ásdís Hjálmsdóttir, Hrafnhildur Lúthersdóttir, Eygló Ósk Gústafsdóttir und Anton Sveinn McKee – waren bereits 2012 Teil der isländischen Delegation.

## Teilnehmer nach Sportarten

### Judo
| Athleten         | Wettbewerb  | 1. Runde    | 1. Runde    | 2. Runde      | 2. Runde      | Viertelfinale | Viertelfinale | Halbfinale / Trostrunde | Halbfinale / Trostrunde | Finale / Platz 3 | Finale / Platz 3 | Rang |
| Athleten         | Wettbewerb  | Gegner      | Ergebnis    | Gegner        | Ergebnis      | Gegner        | Ergebnis      | Gegner                  | Ergebnis                | Gegner           | Ergebnis         | Rang |
| ---------------- | ----------- | ----------- | ----------- | ------------- | ------------- | ------------- | ------------- | ----------------------- | ----------------------- | ---------------- | ---------------- | ---- |
| Männer           |             |             |             |               |               |               |               |                         |                         |                  |                  |      |
| Þormóður Jónsson | über 100 kg | M. Sarnacki | 000s4:100s2 | ausgeschieden | ausgeschieden | ausgeschieden | ausgeschieden | ausgeschieden           | ausgeschieden           | ausgeschieden    | ausgeschieden    | 17   |

### Leichtathletik
Laufen und Gehen 
| Athleten            | Wettbewerb | Runde 1          | Runde 1 | Halbfinale    | Halbfinale    | Finale        | Finale        | Rang |
| Athleten            | Wettbewerb | Zeit             | Rang    | Zeit          | Rang          | Zeit          | Rang          | Rang |
| ------------------- | ---------- | ---------------- | ------- | ------------- | ------------- | ------------- | ------------- | ---- |
| Frauen              |            |                  |         |               |               |               |               |      |
| Aníta Hinriksdóttir | 800 m      | 2:00,14 min (NR) | 20      | ausgeschieden | ausgeschieden | ausgeschieden | ausgeschieden | 20   |

 Springen und Werfen 
| Athleten             | Wettbewerb | Qualifikation | Qualifikation | Finale        | Finale        | Rang |
| Athleten             | Wettbewerb | Weite/Höhe    | Rang          | Weite/Höhe    | Rang          | Rang |
| -------------------- | ---------- | ------------- | ------------- | ------------- | ------------- | ---- |
| Frauen               |            |               |               |               |               |      |
| Ásdís Hjálmsdóttir   | Speerwurf  | 54,92 m       | 30            | ausgeschieden | ausgeschieden | 30   |
| Männer               |            |               |               |               |               |      |
| Guðni Valur Guðnason | Diskuswurf | 60,45 m       | 21            | ausgeschieden | ausgeschieden | 21   |

### Schwimmen
| Athleten                  | Wettbewerb   | Vorlauf     | Vorlauf | Halbfinale       | Halbfinale    | Finale        | Finale        | Rang |
| Athleten                  | Wettbewerb   | Zeit        | Rang    | Zeit             | Rang          | Zeit          | Rang          | Rang |
| ------------------------- | ------------ | ----------- | ------- | ---------------- | ------------- | ------------- | ------------- | ---- |
| Frauen                    |              |             |         |                  |               |               |               |      |
| Hrafnhildur Lúthersdóttir | 100 m Brust  | 1:06,81 min | 9       | 1:06,71 min      | 7             | 1:07,18 min   | 6             | 6    |
| Eygló Ósk Gústafsdóttir   | 100 m Rücken | 1:00,89 min | 16      | 1:00,65 min      | 14            | ausgeschieden | ausgeschieden | 14   |
| Hrafnhildur Lúthersdóttir | 200 m Brust  | 2:24,43 min | 10      | 2:24,41 min      | 11            | ausgeschieden | ausgeschieden | 11   |
| Eygló Ósk Gústafsdóttir   | 200 m Rücken | 2:09,62 min | 12      | 2:08,84 min (NR) | =7            | 2:09,44 min   | 8             | 8    |
| Männer                    |              |             |         |                  |               |               |               |      |
| Anton Sveinn McKee        | 100 m Brust  | 1:01,84 min | 35      | ausgeschieden    | ausgeschieden | ausgeschieden | ausgeschieden | 35   |
| Anton Sveinn McKee        | 200 m Brust  | 2:11,39 min | 18      | ausgeschieden    | ausgeschieden | ausgeschieden | ausgeschieden | 18   |

### Turnen

#### Gerätturnen
| Athleten       | Wettbewerb    | Qualifikation | Qualifikation | Finale        | Finale        | Rang |
| Athleten       | Wettbewerb    | Punkte        | Rang          | Punkte        | Rang          | Rang |
| -------------- | ------------- | ------------- | ------------- | ------------- | ------------- | ---- |
| Frauen         |               |               |               |               |               |      |
| Irina Sazonova | Sprung        | 13,800        | 40            | ausgeschieden | ausgeschieden | 40   |
| Irina Sazonova | Stufenbarren  | 13,500        | 40            | ausgeschieden | ausgeschieden | 40   |
| Irina Sazonova | Schwebebalken | 12,900        | 40            | ausgeschieden | ausgeschieden | 40   |
| Irina Sazonova | Boden         | 13,000        | 40            | ausgeschieden | ausgeschieden | 40   |